# Kristina Tietz
Kristina Tietz (* 14. Januar 1990 in Berlin) ist eine deutsche Synchronsprecherin.

## Leben
Sie begann ihre Tätigkeit 1998 als Stimme von Bryn McAuley in Erdbeben in New York. Nach weiteren kleineren Rollen synchronisierte sie 2003 und 2004 in der 29-teiligen TV-Serie Dead Like Me – So gut wie tot die Schauspielerin Britt McKillip. Seither ist sie in zahlreichen Filmen und Fernsehserien zu hören, unter anderem als deutsche Stimme von meist Jungmädchenrollen wie Zena Grey, Daveigh Chase, Isabelle Fuhrman oder Shailene Woodley.
Kristina Tietz lebt und studiert in Berlin.

## Sprechrollen (Auswahl)

### Filme
- 1998: Erdbeben in New York: Carla Rykker (Bryn McAuley)
- 2000: Dinosaurier: Suri (Hayden Panettiere)
- 2000: Mariken: Mariken (Laurien van den Broeck)
- 2001: Max Keebles großer Plan: Megan (Zena Grey)
- 2002: Science Fiction – Sind Eltern Aliens?: Vero (Fran Michiels)
- 2003: Der Mann der 1000 Wunder: Tamar (Rebecca Callard)
- 2003: Mission 3D: Demetra (Courtney Jines)
- 2005: Beauty Shop: Vanessa (Paige Hurd)
- 2005: Ein ungezähmtes Leben: Griff Gilkyson (Becca Gardner)
- 2006: Oh je, du Fröhliche: Grace Conrad (Gia Mantegna)
- 2007: Norbit: Rasputia im Alter von 17 Jahren (Yves Lola St. Vil)
- 2007: Salaam-e-Ishq: Anjali (Anjana Sukhani)
- 2008: Another Cinderella Story: Mary Santiago (Selena Gomez)
- 2008: Die Klasse: Esmeralda (Esmeralda Ouertani)
- 2008: Frontalknutschen: Rosie Barnes (Georgia Henshaw)
- 2008: Heute trage ich Rock!: Nawel (Sonia Amori)
- 2008: LOL: Charlotte (Marion Chabassol)
- 2008: Männer im Wasser: Sara (Amanda Davin)
- 2008: Wild Child – Erstklassig zickig: Harriet (Georgia King)
- 2009: Eden of the East – Der König von Eden: Mikuru Katsuhara (Ayaka Saitou)
- 2009: Orphan – Das Waisenkind: Esther (Isabelle Fuhrman)
- 2009: Wie ich das Ende der Welt erlebte: Eva Matei (Dorotheea Petre)
- 2010: Eden of the East – Das verlorene Paradies: Mikuru Katsuhara (Ayaka Saitou)
- 2010: Gregs Tagebuch – Von Idioten umzingelt!: Angie Steadman (Chloë Grace Moretz)
- 2011: 17 Mädchen: Camille (Louise Grinberg)
- 2011: Crazy, Stupid, Love.: Jessica Riley (Analeigh Tipton)
- 2011: Mr. Poppers Pinguine: Janie (Madeline Carroll)
- 2011: Privatunterricht: Delphine (Pauline Étienne)
- 2011: The Descendants – Familie und andere Angelegenheiten: Alexandra King (Shailene Woodley)
- 2011: Wer’s glaubt wird selig: Angie Vanderveer (Isabelle Fuhrman)
- 2012: 21 Jump Street: Molly Tracey (Brie Larson)
- 2012: Die Tribute von Panem – The Hunger Games: Clove (Isabelle Fuhrman)
- 2013: Ring: Samara Morgan (Daveigh Chase)
- 2014: Das Schicksal ist ein mieser Verräter: Hazel Grace Lancaster (Shailene Woodley)
- 2014: Gone Girl – Das perfekte Opfer: Greta (Lola Kirke)
- 2014: Hüter der Erinnerung – The Giver: Fiona (Odeya Rush)
- 2015: Mune – Der Wächter des Mondes: Glim (Izïa Higelin)
- 2016: Tini: Violettas Zukunft: Violetta Castillo (Martina Stoessel)
- 2017: Jumanji: Willkommen im Dschungel: Martha Kaply (Morgan Turner)
- 2019: Jumanji: The Next Level: Martha Kaply (Morgan Turner)

### Serien
- 2001–2003: Raising Dad: Emily (Brie Larson)
- seit 2004: Toddworld: Stella (Maggie Blue O’Hara)
- 2006: Der Sleepover Club: Maddy (Emanuelle Bains)
- 2008: Dead Like Me: Reggie (Britt McKillip)
- 2008: Fear Itself: Shelby (Jessica Parker Kennedy)
- 2008: Venus Versus Virus: Nene (Sakura Nogawa)
- 2008–2009: Hotel Zack & Cody: Barbara Brownstein (Sophie Oda)
- 2009: Hey, Gio!: Giorgina Manzi (Sara Santostasi)
- 2010: Canaan: Maria Ôsawa (Yoshino Nanjo)
- seit 2010: The Secret Life of the American Teenager: Amy Juergens (Shailene Woodley)
- 2011: Eden of the East: Mikuru Katsuhara (Ayaka Saitou)
- 2011: K-On!: Azusa (Ayana Taketatsu)
- 2011: Majority Rules – Becky regiert die Stadt: Becky Richards (Tracy Spiridakos)
- 2011: Sea Patrol: Briony Walters (Erica Lovell)
- 2011: Skins: Michelle Richardson (Rachel Thevenard)
- 2011: Xanadu: Chloe (Pénélope Leveque)
- 2011–2016: Jake und die Nimmerland-Piraten: Marina
- 2012: Dr. House: Callie Rogers (Bridgit Mendler)
- 2012: King: Celia O’Donnell (Carleigh Beverly)
- 2012: King: Dawn (Jasmine Richards)
- 2012–2013: Ringer: Tessa Banner (Gage Golightly)
- 2013: Law & Order: LA: Mila (Skyler Day)
- 2014–2015: Devious Maids: Valentina Diaz (Edy Ganem)
- 2014–2015: Die Thundermans: Kelsey (Teala Dunn)
- 2014–2016: Violetta: Violetta Castillo (Martina Stoessel)
- 2016: Die Garde der Löwen: Jasiri (Maia Mitchell)

### Videospiele
- 2020: Cyberpunk 2077: Judy Alvarez (Carla Tassara)